# رودريك كاميرون
رودريك كاميرون هو شخصية أعمال كندي، ولد في 25 يوليو 1825 في Glengarry County ‏ في كندا، وتوفي في 19 أكتوبر 1900 في لندن في المملكة المتحدة.